# 郑仁焕
郑仁焕（정인환，1986年12月15日—），是一名韩国足球运动员，现效力于中国足球超级联赛球队河南建业。

## 俱乐部生涯
2006年，郑仁焕从延世大學加入全北現代汽車，开始职业足球生涯。初期他被认为能达到洪明甫和崔真喆的高度，但却因伤病困扰而影响他的提高。2008年，他作为交易姜敏寿的一部分，被全北现代送到全南天龙。2010赛季，他成为全南天龙的主力中后卫，但在2011年他就被卖到急需加强后防线的仁川聯。2012赛季，他表现出色，并评选为联赛最佳后卫并入选联赛最佳阵容。2013年，他回到全北现代。
2015年2月，有报道称郑仁焕已经和中国足球超级联赛球队山东鲁能泰山草签合同， 但由于山东鲁能主教练库卡的强烈反对而未能加盟。 2月28日，郑仁焕加盟另一支中超球队河南建业。

## 国家队生涯
2012年8月，郑仁焕在韩国和赞比亚的友谊赛首次代表成年国家队出战。